# Петров, Максим Владимирович (хоккеист)
Максим Владимирович Петров (род. 5 марта 1969, Красногорск) — мастер спорта по хоккею с мячом, общественный деятель и спортивный функционер. Сын двукратного олимпийского чемпиона по хоккею с шайбой Владимира Петрова. Работал в ХК ЦСКА в должности начальника отдела маркетинга, в данный момент является советником президента ЦСКА по вопросам ветеранов. Также в настоящее время занимает пост президента Академии хоккея имени Владимира Петрова и возглавляет Фонд общественной благодарности и помощи ветеранам отечественного хоккея.

## Карьера спортсмена
Максим Владимирович Петров является выпускником хоккейной школы ЦСКА. Первым тренером был Эдуард Иванов. Вместе с ним из академии армейцев выпустились такие известные хоккеисты, как Александр Могильный и Сергей Фёдоров.
После выпуска из хоккейной школы, Максим Петров решается сменить вид спорта и переходит в профессиональную команду по хоккею с мячом «Зоркий» из его родного города. В 1987 году стал бронзовым призёром чемпионата СССР, отыграв 22 игры в чемпионате, а в 1988 году выступил за юниорскую сборную СССР и завоевал с ней бронзовые медали чемпионата мира, который проходил в Финляндии.
В 1988 году был призван в армию. По существовавшей в то время практике, военную службу проходил в подведомственной ЦСКА хоккейной команде — СКА-МВО (Калинин), где выступал вместе с Андреем Коваленко, Андреем Скабелкой и другими армейскими известными воспитанниками. В сезоне 1988/1989 принял участие в 7 встречах Первой лиги чемпионата СССР по хоккею с шайбой.
С 1990 по 1991 год Петров выступал за шведский клуб из второго дивизиона «Чепинг», за который выступали его бывшие одноклубники Александр Караблин и Леонид Лобачев. Следующий сезон отыграл за «Фиггехольм Боре». В 1993 году стал чемпионом Финляндии в составе «Варкауден Палло-35», который в то время доминировал в чемпионате. В 1994 году на один сезон вернулся в «Зоркий».
В 2001 году Максим Петров завершил профессиональную карьеру спортсмена и сосредоточился на организации спортивных мероприятий.

### Достижения
- Бронзовый призёр чемпионата мира среди юниоров 1988 года
- Бронзовый призёр чемпионатов СССР 1987, 1989 годов
- Обладатель Кубка СССР 1986 и 1989 годов
- Чемпион Финляндии в составе «Варкауден Палло-35»

## Общественная деятельность
6 августа 2012 года в Швейцарии состоялся матч памяти ярославского «Локомотива», который разбился в авиакатастрофе под Ярославлем 7 сентября 2011 года. Максим Петров выступил организатором данной игры. В матче памяти «Локомотива» команда «Клотен Флайерс» сыграла со сборной звезд мира, за которую выступали Евгений Малкин, Илья Ковальчук, Александр Радулов, Валерий Каменский и другие известные хоккеисты, а также бывшие игроки «Локомотива»: Андрей Коваленко и Алексей Яшин. Встреча завершилась со счетом 9:6 в пользу сборной звезд мира.
В 2013 году Максим Петров возглавил Фонд общественной благодарности и помощи ветеранам отечественного хоккея, который был учреждён его отцом, Владимиром Петровым, а также другими легендами советского хоккея — Борисом Михайловым и Владиславом Третьяком. Фонд занимается обеспечением необходимых медикаментов для ветеранов хоккея, организацией похорон. Одной из самых значимых заслуг Фонда является создание музейной экспозиции в ледовом спортивном комплексе ЦСКА.
В 2017 году, после смерти отца, Владимира Петрова, стал исполняющим обязанности президента клуба «Золотая шайба», который Владимир Владимирович Петров возглавил в 2013 году. В 2019 году покинул свой пост.
В 2019 году Максим Петров возглавил Академию хоккея имени Владимира Петрова, которая открылась в Красногорске уже после смерти его отца в 2017 году.

## Семья
Женат, воспитывает пятерых детей.